# Grand Prix Formule 1 van België 1999
De Grand Prix Formule 1 van België 1999 werd gehouden op 29 augustus 1999 op Spa-Francorchamps.

## Verslag
Mika Häkkinen werd bij de start gepasseerd door David Coulthard,  in de eerste bocht probeerde Häkkinen weer voorbij te komen aan zijn teamgenoot waarbij ze elkaar opnieuw raakten.  Echter konden ze beiden doorrijden,  met Coulthard als uiteindelijke winnaar.

## Uitslag
| Pos. | Nr. | Coureur               | Constructeur       | Rondes | Tijd / Oorzaak uitval | Grid | Punten |
| ---- | --- | --------------------- | ------------------ | ------ | --------------------- | ---- | ------ |
| 1    | 2   | David Coulthard       | McLaren-Mercedes   | 44     | 1:25:43.057           | 2    | 10     |
| 2    | 1   | Mika Häkkinen         | McLaren-Mercedes   | 44     | +10.469               | 1    | 6      |
| 3    | 8   | Heinz-Harald Frentzen | Jordan-Mugen-Honda | 44     | +33.433               | 3    | 4      |
| 4    | 4   | Eddie Irvine          | Ferrari            | 44     | +44.948               | 6    | 3      |
| 5    | 6   | Ralf Schumacher       | Williams-Supertec  | 44     | +48.067               | 5    | 2      |
| 6    | 7   | Damon Hill            | Jordan-Mugen-Honda | 44     | +54.916               | 4    | 1      |
| 7    | 3   | Mika Salo             | Ferrari            | 44     | +56.249               | 9    |        |
| 8    | 5   | Alessandro Zanardi    | Williams-Supertec  | 44     | +1:07.022             | 8    |        |
| 9    | 11  | Jean Alesi            | Sauber-Petronas    | 44     | +1:13.848             | 16   |        |
| 10   | 16  | Rubens Barrichello    | Stewart-Ford       | 44     | +1:20.742             | 7    |        |
| 11   | 9   | Giancarlo Fisichella  | Benetton-Playlife  | 44     | +1:32.195             | 13   |        |
| 12   | 19  | Jarno Trulli          | Prost-Peugeot      | 44     | +1:36.154             | 12   |        |
| 13   | 18  | Olivier Panis         | Prost-Peugeot      | 44     | +1:41.543             | 17   |        |
| 14   | 10  | Alexander Wurz        | Benetton-Playlife  | 44     | +1:57.745             | 15   |        |
| 15   | 22  | Jacques Villeneuve    | BAR-Supertec       | 43     | +1 Ronde              | 11   |        |
| 16   | 21  | Marc Gené             | Minardi-Ford       | 43     | +1 Ronde              | 21   |        |
| DNF  | 14  | Pedro de la Rosa      | Arrows             | 35     | Transmissie           | 22   |        |
| DNF  | 20  | Luca Badoer           | Minardi-Ford       | 33     | Ophanging             | 20   |        |
| DNF  | 23  | Ricardo Zonta         | BAR-Supertec       | 33     | Versnellingsbak       | 14   |        |
| DNF  | 17  | Johnny Herbert        | Stewart-Ford       | 27     | Remmen                | 10   |        |
| DNF  | 12  | Pedro Diniz           | Sauber-Petronas    | 19     | Spin                  | 18   |        |
| DNF  | 15  | Toranosuke Takagi     | Arrows             | 0      | Koppeling             | 19   |        |

## Wetenswaardigheden
- Dit was de eerste finish van Jacques Villeneuve in het seizoen 1999, in de twaalfde wedstrijd van het jaar. Dat na alle grootspraak van de oprichters van BAR voorafgaande aan het seizoen.

## Statistieken
| Pole-position | Mika Häkkinen | McLaren-Mercedes | 1:50.329 |
| Snelste ronde | Mika Häkkinen | McLaren-Mercedes | 1:53.955 |

## Noot
- Dit was de 25ste pole position voor een Finse coureur.

1925 · 1930 · 1931 · 1933 · 1934 · 1935 · 1937 · 1939 · 1947 · 1949 · 1950 · 1951 · 1952 · 1953 · 1954 · 1955 · 1956 · 1958 · 1960 · 1961 · 1962 · 1963 · 1964 · 1965 · 1966 · 1967 · 1968 · 1970 · 1972 · 1973 · 1974 · 1975 · 1976 · 1977 · 1978 · 1979 · 1980 · 1981 · 1982 · 1983 · 1984 · 1985 · 1986 · 1987 · 1988 · 1989 · 1990 · 1991 · 1992 · 1993 · 1994 · 1995 · 1996 · 1997 · 1998 · 1999 · 2000 · 2001 · 2002 · 2004 · 2005 · 2007 · 2008 · 2009 · 2010 · 2011 · 2012 · 2013 · 2014 · 2015 · 2016 · 2017 · 2018 · 2019 · 2020 · 2021 · 2022 · 2023 · 2024 · 2025 · 2026 · 2027 · 2029 · 2031